# Knjiga žalbe
Knjiga žalbe — студийный альбом группы Hladno pivo, издан в 2007 году лейблом Menart Records. Длительность композиций составляет 41:28. Альбом относят к направлению панк-рок.

## Об альбоме
После выпуска альбом был назван лучшим у группы.
Звучание испытало сдвиг в сторону легкого инди-рока. Альбом был записан на студии Denykena. Получил 3 награды Zlatna Koogla и одну Porin.

## Список композиций
1. «Couvert -Instrumetal» — 1:32
2. «Carstvo pasea» — 3:13
3. «Nije sve tako sivo» — 3:46
4. «Superman» — 3:44
5. «Planeta» — 4:59
6. «Ranjeni i ludi» — 3:06
7. «Biološki sat» −2:58
8. «Kaže stari» — 2:17
9. «Konobar» — 3:13
10. «Sreća» — 3:39
11. «Pitala si me…» — 4:01
12. «Džepni bog» — 5:01